# Distrito de Soavinandriana
Soavinandriana es un distrito y una localidad de la región de Itasy, en la isla de Madagascar, con una población estimada en julio de 2014 de 192 293 habitantes.
Se encuentra ubicado en el centro de la isla, a poca distancia al oeste de la capital nacional, Antananarivo.